# Toni D'Angelo
Antonio D'Angelo, detto Toni (Napoli, 6 dicembre 1979), è un regista e sceneggiatore italiano.

## Biografia
Figlio del cantautore e attore Nino D'Angelo, nasce a Napoli dove vive fino all'età di 6 anni quando si trasferisce a Roma con la famiglia. Incomincia la sua carriera cinematografica come assistente alla regia di Abel Ferrara. Nel 2002 si cimenterà nel primo di una serie di cortometraggi, da lui diretti, Bukowski, Casoria, mentre nel 2007 esce il suo primo lungometraggio Una notte, che include nel cast suo padre Nino e guadagna una candidatura al David di Donatello 2009 nella sezione "Miglior regista esordiente".
Due anni dopo, nel 2009, esce Poeti, un documentario selezionato alla 66ª Mostra internazionale d'arte cinematografica di Venezia in concorso nella sezione "Controcampo italiano". Nel 2012 il film L'innocenza di Clara è l'unico film italiano in gara al 36º Festival des films du monde de Montréal. Nel 2015 il film Filmstudio Mon Amour vince il Nastro d'argento assegnato dal Sindacato nazionale giornalisti cinematografici italiani (SNGCI). Nel 2016 gira Falchi che vede Nino D'Angelo nuovamente diretto dal figlio. Nel 2019 è anche regista del videoclip di Un'altra luce, canzone cantata dal padre Nino D'Angelo e da Livio Cori al Festival di Sanremo 2019. 
Nel 2025 dirige, e produce con Isola Produzioni srl, Rai Cinema, Mad Entertainment,  Nino. 18 giorni. Un film documentario di carattere biografico, che racconta alcuni momenti significativi della carriera e della vita del padre Nino D'Angelo, ed è selezionato fuori concorso alla Biennale di Venezia.

## Filmografia

### Regista

#### Cinema
- Una notte (2007)
- Poeti (2009)
- L'innocenza di Clara (2011)
- Filmstudio Mon Amour (2015)
- Falchi (2016)
- Calibro 9 (2020)
- Nino. 18 giorni (2025)

#### Cortometraggi
- Bukowski, Casoria (2002)
- L'uomo che amava gli ascensori (2003)
- Fenomeni Paranormali (2003)
- In Montagna (2010)
- Ore 12 (2014)
- Nessun è innocente (2018)